# Der Distelfink
Der Distelfink ist ein Gemälde des Delfter Malers Carel Fabritius aus dem Jahr 1654.

## Beschreibung
Das als Trompe-l’œil gemalte, kleinformatige Bild zeigt einen Distelfink (Carduelis carduelis).
Der Vogel sitzt vor einem schlichten grauen Deckelkasten, der – von zwei Konsolen gestützt – an der Wand befestigt ist. Er ist mit einem dünnen langen Kettchen, das an seinem rechten Fuß befestigt ist, an die obere der beiden Sitzstangen, die um den Kasten herumführen, angebunden.
Gemalt ist das Bild aus der Untersicht, war also für eine Befestigung über Kopfhöhe des Betrachters gedacht. Das Gemälde ist unten signiert und datiert mit C FABRITIUS 1654.

## Geschichte
Das Bild ist eins von drei Bildern, die Fabritius 1654 gemalt hat, dem Jahr, in dem er bei der Explosion des Delfter Pulvermagazins ums Leben kam.
Das Bild taucht zum ersten Mal 1861 in einem Katalog der Gemäldesammlung von Joseph-Guillaume-Jean Camberlyn (1783–1861) auf. 1865 wurde es an den französischen Kunstsammler Théophile Thoré nach Paris verkauft. Als Thorés Sammlung am 5. Dezember 1892 im Hôtel Drouot in Paris versteigert wurde, kaufte es der Maler Étienne-François Haro (1827–1897). Am 27. Februar 1896 ersteigerte Abraham Bredius, seit 1889 Direktor des Mauritshuis, das Bild für eine Summe von 6.200 Francs für sein Museum, die niederländische, königliche Gemäldegalerie.
Das Bild wurde 2003 von Jørgen Wadum, dem damaligen Chefkonservator des Mauritshuis, in der Ausstellung während der Öffnungszeiten gereinigt.

## Wanderausstellung
Vom Januar 2013 bis Januar 2014 wurde das Bild auf einer Wanderausstellung in drei US-amerikanischen Museen gezeigt:
- 26. Januar – 2. Juni 2013 im De Young Museum in San Francisco[3]
- 22. Juni – 29. September 2013 im High Museum of Art, Atlanta[4]
- 22. Oktober 2013  –  19. Januar 2014 in der Frick Collection in New York[5]

## Rezeption
- Über die Rezeption des „Distelfinken“ schrieb Benedikt Erenz in der ZEIT, „[die] Kunstwissenschaft bekomm[e] ihn einfach nicht zu fassen“. Das Gemälde sei „nicht nur in den Niederlanden so populär wie Rembrandts Nachtwache.“[6]
- Im Jahr 1999 war Der Distelfink Motiv einer 80 Cent-Briefmarke der Niederländischen Post und 2004 einer 78 Cent-Marke, ebenfalls der Niederländischen Post.
- Das Bild „Der Distelfink“ ist Namensgeber und Gegenstand der Handlung des Romans Der Distelfink (Originaltitel: The Goldfinch) der amerikanischen Autorin Donna Tartt, der 2014 mit dem Pulitzer-Preis ausgezeichnet wurde. Das Buch wurde 2019 unter dem Titel Der Distelfink mit Nicole Kidman nach einem Drehbuch von Peter Straughan verfilmt.[7]